# 5-Hydroksytryptofan
5-Hydroksytryptofan (5-HTP) – organiczny związek chemiczny, pochodna tryptofanu, naturalnie występujący aminokwas, prekursor serotoniny.